# Kwarcolit
Kwarcolit – (sileksyt, peracidyt) kwaśna skała magmowa – głębinowa lub subwulkaniczna, będąca końcowym produktem dyferencjacji różnych magm.
Kwarcolit składa się w 90-100% kwarcu, któremu mogą towarzyszyć: skaleń, serycyt, łyszczyki, chloryt, epidot i in. minerały.
Występuje w postaci dajek, pni, lakkolitów i innych form żyłowych.
Na diagramie klasyfikacyjnym QAPF kwarcolit zajmuje pole 1.